# Сині фішки
Сині фішки (англ. blue chips) — акції найбільших, ліквідних і надійних компаній зі стабільними показниками одержуваних доходів і виплачуваних дивідендів. Термін виник за аналогією з синіми фішками казино, що мають найвищу цінність.
Зазвичай «сині фішки» є індикаторами всього ринку, оскільки вважається, що якщо зросли ціни на акції найбільших компаній, то і акції компаній «другого ешелону» теж зростуть, відповідно падіння курсу акцій «синіх фішок» означає зниження курсу акцій компаній «другого ешелону». Акції синіх фішок є найбільш ліквідними на ринку цінних паперів.
В Україні список «синіх фішок» визначається торгами на ПФТС та Українській біржі.
Проте, на українському фондовому ринку можна говорити про наявність на ньому класичних «синіх фішок» тільки дуже умовно, оскільки переважна більшість наявних на ринку «синіх фішок» не відповідає світовим критеріям, зокрема, за рівнем free-float, тобто відсотка акцій, які знаходяться у вільному обігу на організованому фондовому ринку.
Прикладами західних синіх фішок є компанії Microsoft, IBM, Apple, Coca-cola Company, Ford, Google та інші.
Загальноприйнятих критеріїв для віднесення акцій або облігацій тієї чи іншої компанії до розряду «синіх фішок» або до «другого ешелону» не існує.
Сині фішки, мають стійку тенденцію до зростання. Але більшу динаміку зростання і більш високу прибутковість показують акції «другого ешелону».
Перевагою «синіх фішок» є їхня ліквідність, тобто можливість продати або купити ці акції в будь-який момент торгової сесії на фондовій біржі.

## Список вітчизняних синіх фішок
- Інший критерій — перший рівень лістингу в ПФТС
- Пошук статистики торгів по фішках[недоступне посилання з червня 2019]
- Індексний кошик Української біржі [Архівовано 3 грудня 2010 у Wayback Machine.]
- Інтегрований список фішок з двох провідних вітчизняних бірж[недоступне посилання з червня 2019]
- Про якість українських «блакитних фішок»